# كلية بدائية
كلية بدائية، أو الكُلْيونُ الشَّامِل، هي كلية بدائية احتُفِظَ بها بواسطة يرقات الأسماك المخاطية وبعض الضفادع الثعبانية. أشار مؤلف حديث إلى هذا الهيكل على أنه "الكلية البدائية الافتراضية للفقاريات الأسلاف". في الفقاريات المبكرة، من المحتمل أن يمتد هذا الهيكل بطول الجسم بالكامل ويتألف من هياكل قطاعية مزدوجة تُصرف عبر زوج من القنوات القديمة في المذرق. ينشأ الهيكل بأكمله من التلال الكلوية، والتي تؤدي في الأجنة الحيوانية العليا إلى ظهور الكلية وسلائف الكلى في حوالي 4 أسابيع من الحمل في البشر. تُستبدل سلائف الكلى بواسطة كلوات متوسطة وأخيراً عن طريق الكلى النهائية، الكلوات التالية، بحوالي 5 أسابيع من الحمل. الكلية البدائية غير وظيفية في البشر والثدييات الأخرى.
تتطور الأنواع الثلاثة من كلى الفقاريات الناضجة من الكلية البدائية: سليفة الكلية من القسم الأمامي، والكلية المتوسطة من القسم الأوسط، والكلوات التالية من القسم الخلفي.